# Cushing (Oklahoma)
Cushing é uma cidade localizada no estado norte-americano de Oklahoma, no Condado de Payne.

## Demografia
Segundo o censo norte-americano de 2000, a sua população era de 8371 habitantes.
Em 2006, foi estimada uma população de 8456, um aumento de 85 (1.0%).

## Geografia
De acordo com o United States Census Bureau tem uma área de
19,8 km², dos quais 19,8 km² cobertos por terra e 0,0 km² cobertos por água. Cushing localiza-se a aproximadamente 285 m acima do nível do mar.

## Localidades na vizinhança
O diagrama seguinte representa as localidades num raio de 20 km ao redor de Cushing.